# L'Autre Bout du monde
Albums de Emily Loizeau
La folie en tête
(2005) Live au Grand Rex
(2007)
L'Autre Bout du monde est un album sorti en février 2006 par Emily Loizeau. Il sort sur le label indépendant Fargo, dirigé par Michel Pampelune.
L'Autre Bout du monde est aussi une chanson et un single, tous deux d'Emily Loizeau.

## L'album

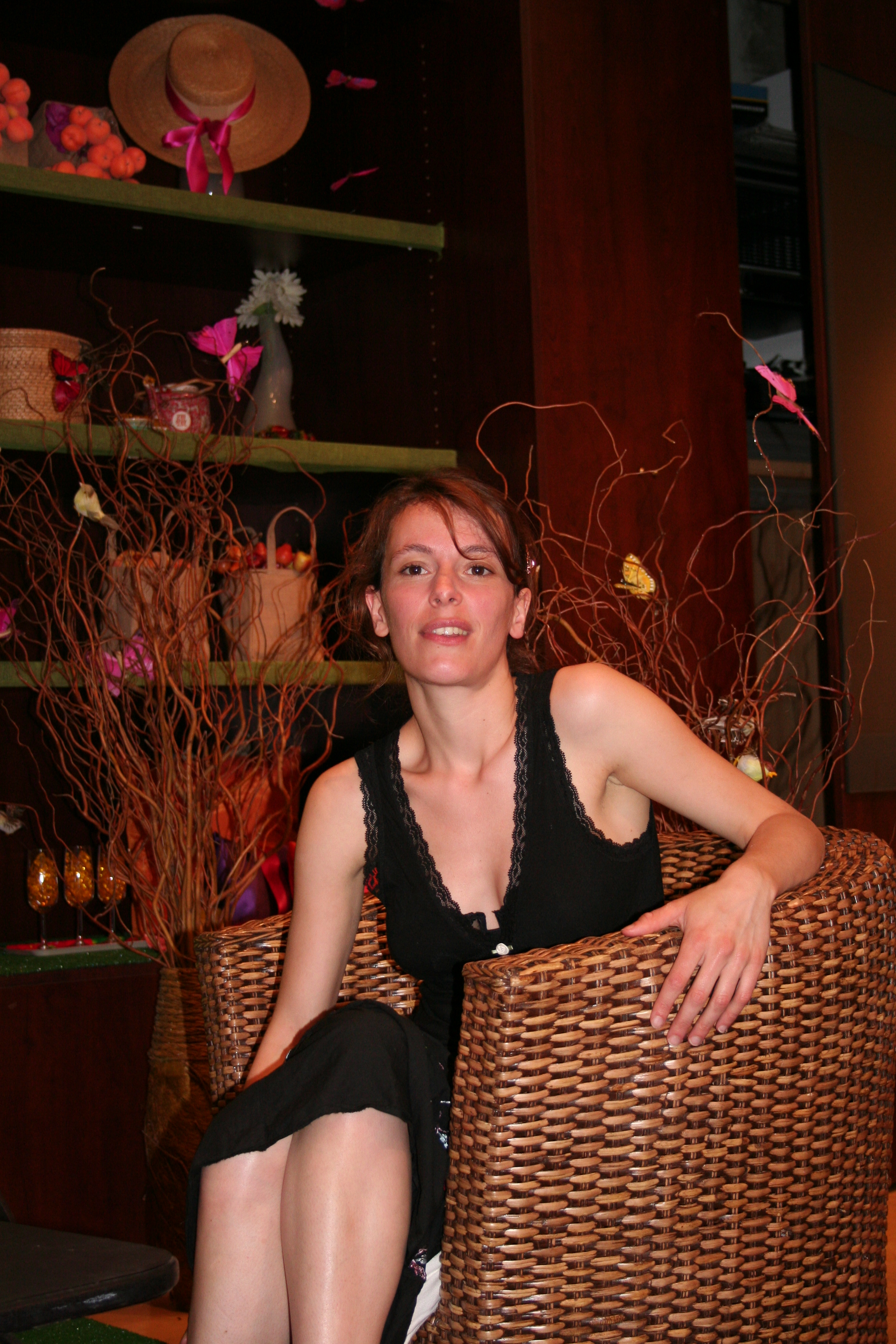
Emily Loizeau

Ce disque est un hommage à son père, décédé.
Il est composé de treize chansons très différentes les unes des autres. On y trouve des chansons en anglais comme I'm Alive et Leaving You, des chansons drôles comme Voilà pourquoi, Jalouse ou Boby Chéry, des chansons plus mélodieuses, calmes et mélancoliques comme L'autre bout du monde, Comment dire, Je ne sais pas choisir et Sur la route.
Il a reçu une excellente critique en Angleterre lorsqu'il est apparu en mars 2008. Il apparait aussi presque en même temps aux États-Unis.
Emily Loizeau a enchaîné plus de 200 concerts et a vendu plus de 75 000 exemplaires de cet album, ce qui en fait le plus gros succès du Fargo Store (la plateforme de vente en ligne de son label). L'Autre bout du monde est sacré disque d'or.

## Modifications
L'album a été dans un premier temps modifié par un rajout d'environ 3 minutes à la dernière chanson, L'Âge d'or.
Il a été réédité le 18 septembre 2007 sous forme d'un coffret pour l'apparition d'Emily au Grand Rex, qui comprenait en plus de l'album un CD 8 titres, dont les quatre premières chansons sont des reprises, les quatre autres des lives venant de Radio India.
Et à l'occasion de la nomination de la chanteuse aux Victoires de la Musique, la jaquette de l'album change pour devenir identique à la réédition.

## Titres
- 2006 : L'Autre Bout du monde (album sorti chez Fargo, en distribution Naive)
  - 1. L'Autre Bout du monde
  - 2. Boby chéri
  - 3. Voilà pourquoi (avec Tryo)
  - 4. Je ne sais pas choisir
  - 5. Jasseron (en duo avec Franck Monnet) (bonus Madame la lune)
  - 6. I'm alive (chanson bonus Je veux te sauver)
  - 7. Sur la route
  - 8. Je suis jalouse
  - 9. Comment dire
  - 10. Zool
  - 11. Leaving You
  - 12. London Town (en duo avec Andrew Bird)
  - 13. L'Âge d'or (bonus Il n'y a plus rien à faire)

- 2007 : L'Autre Bout du monde (Coffret collector 2CD) (Fargo-Naive)

Cet album comprend le disque original "L'Autre Bout du monde" et un disque de bonus inédits : 
- - 14. La Complainte des filles de joie (G. Brassens)
  - 15. Ca n'arrive qu'aux autres (M. Polnareff)
  - 16. Make you feel my love (B. Dylan)
  - 17. Pocahontas (N. Young)
  - 18. Radio India : L'autre bout du Monde
  - 19. Radio India : Part 1
  - 20. Radio India : Little Darling (Live)
  - 21. Radio India : Part 2
  - 22. L'Autre Bout du monde (vidéo)
  - 23. Je suis jalouse (vidéo)